# Adem uit
Adem Uit is het tweede album van Maarten van Roozendaal uit 1997 met liederen/liedjes uit zijn tweede voorstelling met Kim Soepnel op contrabas. In het tweede seizoen is hij met Egon Kracht verdergegaan.
De productionele leiding was onder vriend Coen van Vrijberghe de Coningh die in hetzelfde jaar plotseling overleed. Hij zou tevens de regie van theatervoorstellingen doen, dit werd nu overgenomen door Eva Bauknecht. Het album won in 1998 de Zilveren Harp.

## Nummers
| Nummer | Titel                  | Duur | Staat ook op                               |
| ------ | ---------------------- | ---- | ------------------------------------------ |
| 1      | Niks                   | 3:24 | En noem het maar vrienden                  |
| 2      | Adam                   | 1:57 | Maarten van Roozendaal verzamelt werk      |
| 3      | Johnny                 | 3:05 | En noem het maar vrienden                  |
| 3      | Johnny                 | 3:05 | En noem het maar Vrienden in levende lijve |
| 4      | Graf                   | 2:44 |                                            |
| 5      | Bergen (Noord-Holland) | 1:47 |                                            |
| 6      | Zwerver                | 4:03 | Maarten van Roozendaal verzamelt werk      |
| 7      | Na Jaren               | 1:27 |                                            |
| 8      | Cruyff                 | 1:02 |                                            |
| 9      | Liefste voor 1 nacht   | 4:13 |                                            |
| 10     | Postbode               | 4:19 | Maarten van Roozendaal verzamelt werk      |
| 11     | Vreselijks             | 3:58 |                                            |
| 12     | Mayonaise              | 4:05 | Maarten van Roozendaal verzamelt werk      |
| 13     | Vader                  | 4:39 |                                            |
| 14     | Lied                   | 2:01 | Maarten van Roozendaal verzamelt werk      |
| 15     | Kroeg                  | 0:32 |                                            |